# Alien Ant Farm
Pour les articles homonymes, voir AAF.
Alien Ant Farm est un groupe américain de rock, originaire de Riverside, en Californie. Il est formé en 1996. 
Après un premier album intitulé Greatest Hits, Alien Ant Farm signe chez New Noize. Ce label distribue le second album du groupe ANThology en 2001. Leur reprise de Smooth Criminal de Michael Jackson atteint alors la première place des ventes aux États-Unis, en Australie et en Nouvelle-Zélande. Celle-ci fait d'ailleurs partie de la bande originale du film American Pie 2 (2001). 
Lors de la troisième édition (2003) des BET Awards, le groupe joue These Days en face du théâtre Kodak, à Hollywood, avant de se faire arrêter par les forces de l'ordre. Les différentes vidéos prises serviront pour le clip du morceau.

## Biographie

### Débuts (1994–2000)
Le groupe est formé au milieu des années 1990 par Dryden Mitchell (chant), Terry Corso (guitare), Mike Cosgrove (batterie) et Tye Zamora (basse). En 1996, ils enregistrent une démo intitulée $100 EP qui comprend cinq chansons, puis une seconde en 1998 intitulée Love Songs, qui comprend quatre chansons.
En 1999, Alien Ant Farm publie son premier album studio, Greatest Hits, qui comprend une première version de Smooth Criminal. Il gagne le prix de « meilleur album indépendant » aux L.A. Music Awards cette même année. En 2000, après s'être lié d'amitié avec le groupe Papa Roach, Alien Ant Farm signe au label DreamWorks SKG pour leur deuxième album, ANThology.

### ANThology(2001–2002)
En 2001, leur reprise de la chanson Smooth Criminal de Michael Jackson atteint la première place des ventes aux États-Unis, en Australie et en Nouvelle-Zélande. Le clip fait référence et hommage à Michael Jackson et ses vidéos. Terry Corso, le guitariste du groupe, explique à MTV : « On voulait rendre hommage à Michael Jackson, mais à notre niveau. » La chanson est incluse dans la première saison de WWE Tough Enough et dans le film American Pie 2. Leur nouveau single, Movies, atteint le top 5 britannique, et le top 20 néo-zélandais. Le groupe tourne en soutien à ces deux singles et à leur album, qui sera finalement certifié disque de platine.
Au printemps 2002, le groupe participe avec la chanson Bug Bytes à la bande-son du film Spiderman.
En mai 2002, le groupe est victime d'un accident lors de sa tournée en Espagne. Aucun blessé grave n'est déploré, mais le conducteur âgé de 26 ans, Christopher Holland, sera tué, et le chanteur Dryden Mitchell souffrira d'une fracture cervicale.

### TruANT(2003–2004)
Alien Ant Farm revient en studio pour enregistrer son prochain album, TruANT, qui sera publié en 2003 et produit par Robert et Dean DeLeo des Stone Temple Pilots. Le clip de la chanson These Days, premier single de l'album, est tourné près des BET Awards en 2003. Glow est un succès radio, et atteint le top 20 néo-zélandais. Deux mois après la sortie de l'album, cependant, le label du groupe met la clé sous la porte. En octobre 2003, le guitariste Terry Corso se sépare du groupe à cause de « divergences irréconciliables ». Il se joint peu après à Powerman 5000 pendant quelque temps. Victor Camacho (guitariste et vieil ami du groupe) se joint immédiatement au groupe et achève la tournée TruANT jusqu'au retour du groupe dans sa ville. Joe Hill est nommé nouveau guitariste en 2005 (ex-Spiderworks).
En 2004, le groupe enregistre la chanson Dark in Here pour le jeu vidéo The Punisher.  Malheureusement, le groupe est forcé d'attendre la permission du label Geffen Records pour enregistrer un autre album (après la fermeture d'Universal Music depuis son rachat par DreamWorks).

### 3rd DraftetUp in the Attic(2005–2007)
En 2005, le groupe enregistre avec le producteur Jim Wirt (qui a participé à l'enregistrement de Greatest Hits) et annonce un nouvel album durant l'été. Cependant, Geffen refuse de laisser le groupe publier lui-même son album. Le groupe part alors et fait quelques copies de bootlegs pour leurs fans. Cette sortie est surnommée 3rd Draft par les fans.
Le groupe participe à la bande-son de quatre jeux vidéo. Leur chanson Wish est incluse dans Tony Hawk's Pro Skater 3, Courage dans Shaun Palmer's Pro Snowboarder et ATV Offroad Fury 2, et These Days dans Madden NFL 2004.
À la fin de 2005, Geffen permet finalement au groupe de publier son album sur un autre label d'Universal, Universal Music Enterprises. Le 4 mai 2006, des détails de leur nouvel album filtrent sur les sites web marchands et dans les magasins. Le groupe annonce un DVD ce même jour. Le 30 mai 2006, le nouvel album, Up in the Attic, est publié sur iTunes. En avril 2006, le bassiste Tye Zamora quitte le groupe et décide de reprendre ses études. Le groupe joue quelques concerts avec Alex Barreto à la basse. Le 29 juin 2006, le groupe joue Attack of the Show, et le 18 juillet 2006, Up In The Attic est publié à l'international en parallèle au DVD BUSted: The Definitive. Le groupe publie plus tard Around the Block, le second single de Up in the Attic, au iTunes Store en 2007.

### Arrivée de Zamora et Corso (2007–2010)
Le 11 février 2008, le groupe annonce, sur son site web, l'arrivée de Terry Corso et Tye Zamora. Mais il semblerait que le groupe se soit de nouveau séparé de Dryden Mitchell qui formera le groupe Send the Sages. Le 29 mai 2009, ils annoncent une apparition le 17 juin 2009 à Kansas City, dans le Kansas. En 2009, ils jouent au Sonisphere Festival de Knebworth, au Royaume-Uni, le samedi 1er août.
Le 9 février 2010, Alien Ant Farm poste sur son site web que la formation originale (Dryden Mitchell, Terry Corso, Tye Zamora, et Mike Cosgrove) est de retour depuis 2003. Le 27 février 2010, Alien Ant Farm annonce un premier « webizode » intitulé Bassmasters. Alien Ant Farm signe ensuite avec le label FHM | Primary Wave Management, qui compte en son sein Bayside, Hawthorne Heights, Nonpoint, Volbeat, Saving Abel, 50 Cent, et Cee Lo Green.

### Always and Foreveret nouvel album (depuis 2011)
La tournée ANTicipation du groupe prend place en Amérique entre juillet et octobre 2011. Ils prennent également part au Michael Forever Tribute Concert le 8 octobre 2011 à Cardiff, au pays de Galles. Alien Ant Farm commence à écrire de nouvelles chansons en 2012, puis enregistre son cinquième album, Always and Forever, aux Groovemaster Studios de Chicago en juillet 2012. En mars 2013, ils lancent un appel aux dons sur PledgeMusic pour financer la sortie de leur album. Le premier single de Always and Forever, Let 'Em Know, est publié en mai 2013. Aussi en été 2013, Alien Ant Farm participe à la tournée The Big Night Out Tour, ouvrant pour Hoobastank et Fuel.
Le membre fondateur et bassiste Tye Zamora quitte Alien Ant Farm en mars 2014, et est remplacé par Tim Peugh. À cette même période, Michael Anaya se joint comme membre de tournée aux chœurs, percussions, et aux claviers. Un autre single, Homage, est publié en septembre 2014, suivi un mois plus tard par l'EP Phone Home. L'album Always and Forever est publié le 24 février 2015. Le 17 mai 2016, le groupe annonce son apparition au Make America Rock Again en été et à la fin de 2016. Ils annoncent aussi une tournée en soutien à l'album ANThology.

## Style musical et influences
À l'origine catégorisé nu metal à la fin des années 1990 et début des années 2000,,, le style musical appartient à d'autres genres incluant rock alternatif,, metal alternatif, punk rock et pop punk. Le groupe s'inspire notamment de Primus.

## Membres

### Membres actuels
- Dryden Mitchell - chant, guitare rythmique, guitare acoustique (depuis 1996)
- Mike Cosgrove - batterie, percussions (depuis 1996)
- Terry Corso - guitare solo, chœurs (1996–2003, depuis 2008)
- Tim Peugh - basse, chœurs (depuis 2014)

### Anciens membres
- Joe Hill - guitare (2004–2008, 2012)
- Alex Barreto - basse (2006-2008)
- Tye Zamora - basse, piano, kalimba, chœurs (1996-2006, 2008-2014)

## Discographie
- 1999 : Greatest Hits
- 2001 : ANThology
- 2003 : TruANT
- 2006 : Up in the Attic
- 2008 : 20th Century Masters: Millennium Collection: The Best of Alien Ant Farm
- 2015 : Always and Forever